# Eurocopter EC725
El Eurocopter EC 725 Caracal (també anomenat Super Cougar) és un helicòpter de transport tàctic de llarg abast, desenvolupat a partir dels models de la família Super Puma/Cougar, per a fins militars. Amb poderosos motors, pot transportar fins a 29 soldats asseguts, juntament amb una tripulació de dos.

## Usuaris
- Brasil
- Kazakhstan
- França
- Indonèsia
- Malàisia
- Mèxic
- Tailàndia
- Tunísia